# Penorcon

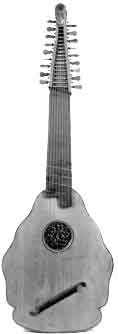
Penorcon

El penorcon es un instrumento de cuerda pulsada con nueve órdenes de cuerda doble, descrito en el tratado Syntagma Musicum (siglo XVII) de Praetorius. Los lados del instrumento son escalopados y algunas veces la tapa armónica no tienen hoyos. En relación con la bandora, su cuerpo es un poco más amplio, y en longitud, es algo menor. Su cuello o diapasón es bastante amplio.  
Esre instrumento utiliza la siguiente afinación: Sol′– La′ – Do – Re – Sol – do – mi – la – re′ . 